# FC 스포르툴 스투덴체스크 부쿠레슈티
FC 스포르툴 스투덴체스크 부쿠레슈티(Fotbal Club Sportul Studenţesc București)는 부쿠레슈티를 연고로 하는 루마니아의 축구 클럽이었다. 1916년 부쿠레슈티에 거주하고 있던 학생들과 교수들에 의해 창단되었으며 루마니아에서 오랜 역사를 가진 축구 클럽 가운데 하나였다. 1980년대에는 게오르게 하지 선수의 활약에 힘입어 뛰어난 성적을 기록하기도 했지만 1989년 공산주의 체제의 붕괴를 계기로 클럽 또한 쇠퇴하고 만다.

## 성적

### 국내 대회
- 리가 I 준우승 1회 (1985-86)
- 리가 II 우승 4회 (1936-37, 1971-72, 2000-01, 2003-04), 준우승 3회 (1965-66, 1970-71, 2009-10)
- 리가 III 우승 1회 (1958-59)
- 리가 IV 부쿠레슈티 지역 리그 준우승 1회 (2014-15)
- 쿠파 로므니에이 준우승 3회 (1938-39, 1942-43, 1978-79)

### 국제 대회
- 발칸컵 우승 1회 (1979-80), 준우승 1회 (1976)

## 역대 감독
| 감독          | 임기        |
| ------------- | ----------- |
| 이오안 안도네 | 1993 ~ 1994 |
| 이오안 안도네 | 1996        |
| 단 페트레스쿠 | 2003        |
| 단 페트레스쿠 | 2004 ~ 2005 |
| 비오렐 몰도반 | 2010        |